# Gos de presa

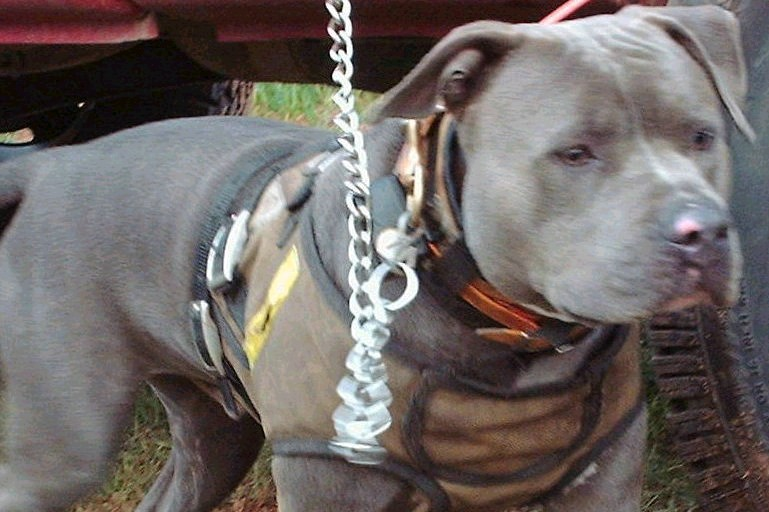
Un gos de presa Amstaff amb una protecció de Kevlar i protector de coll

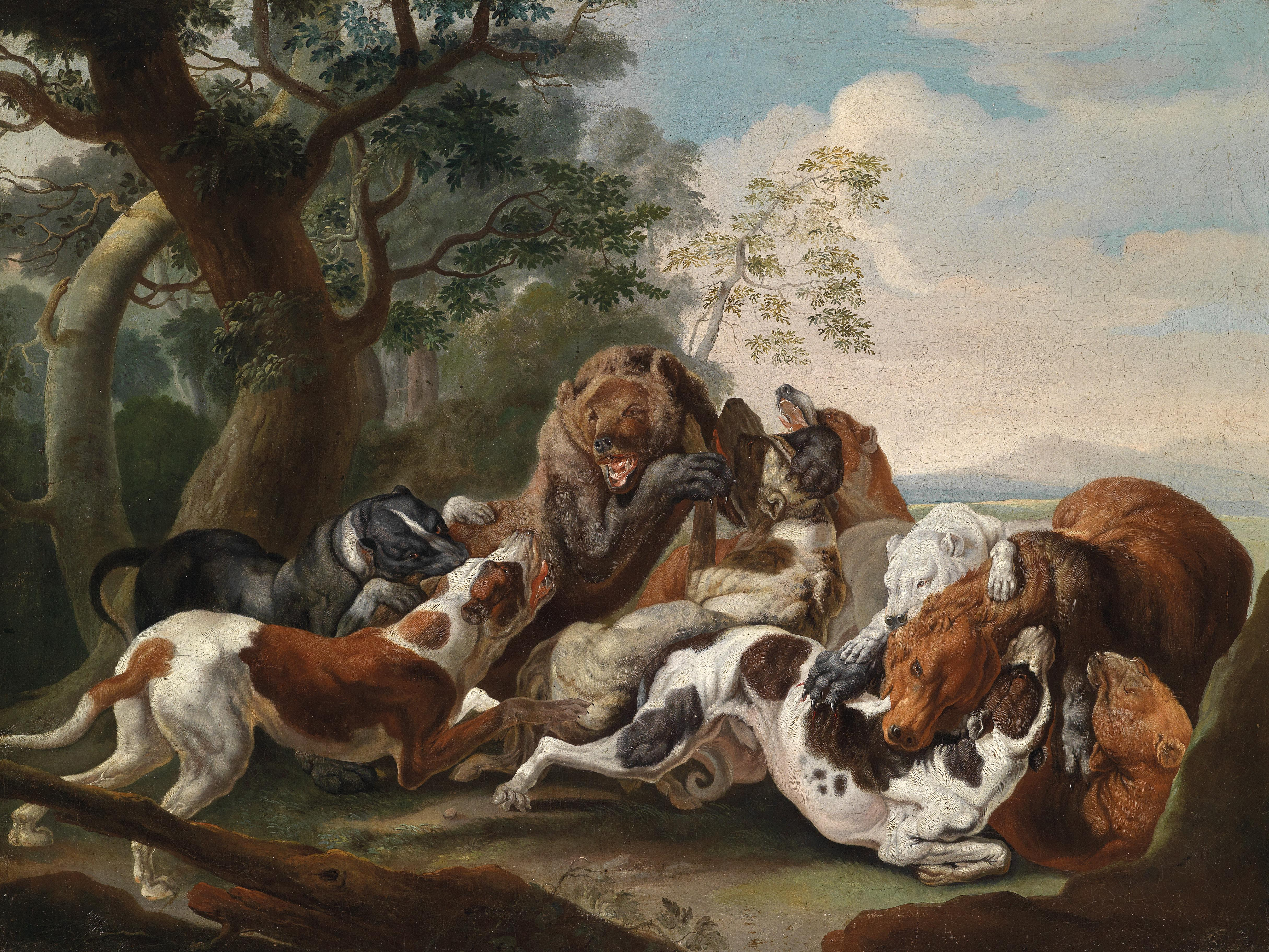
Gossos de presa caçant ossos

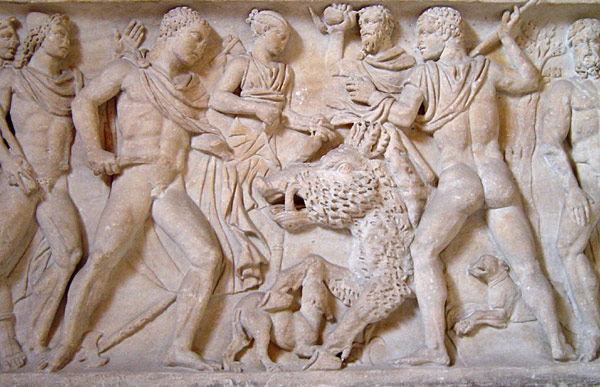
Els romans van utilitzar "gossos de presa" per a caçar el senglar.

El gos o ca de presa o ca de bou és un gos utilitzat i entrenat per a capturar amb les seves mandíbules animals grossos, per exemple senglars, ossos, etc. Tals gossos històricament també van ser útils en el treball amb el bestiar i en la fustigació d'animals.
En el treball amb el bestiar, els gossos de presa utilitzen llur pes i dents per a immobilitzar animals vivents de manera que poden ser capturats i fins i tot sacrificats per la persona responsable, que poden ser criadors de bestiar, caçadors, carnissers, o pagesos.

## Races de gos de presa
La major part dels gossos de presa són descendents de l'antic bulldog anglès o alà i altres gossos de tipus molós. El dog argentí és un exemple de gos de presa que fou específicament criat per a caçar senglars a l'Argentina.
El dog argentí és generalment creuat amb pit bull terriers al sud dels Estats Units, específicament per a la caça del senglar, així i tot ocasionalment els caçadors utilitzaran pit bulls purs.
Altres races utilitzades com a gossos de presa o utilitzats per a criar gossos de presa inclouen:
- Presa Canari
- Alà espanyol
- Dog espanyol
- Pitbull terrier americà
- Bulldog americà[3]
- Americà Staffordshire Terrier [cal citació]
- American Staghound
- Bandog[4]
- Bòxer[5]
- Bullmastiff
- Cane Corso[6]
- Catahoula Bulldog[7]
- Dog argentí[8]
- Dog de Bordeu
- Bull terrier
- Mastí anglès
- Mastí brasiler
- Gran danès, també conegut com a Boarhound
- Mastí napolità
- Staffordshire Bull terrier [cal citació]